# فرانسیس والزیگهام
فرانسیس والزیگهام (انگلیسی: Francis Walsingham؛ ح. ۱۵۳۲ – ۶ آوریل ۱۵۹۰)  دیپلمات، وکیل، و سیاستمدار اهل پادشاهی انگلستان بود.
او از ۲۰ دسامبر ۱۵۷۳ تا زمان مرگش، نقش وزیر کشور را برای ملکه الیزابت یکم انگلستان ایفا کرد و رئیس سازمان امنیتی-اطلاعاتی او بود.
وی دانش‌آموختهٔ دانشگاه کمبریج و از خانواده‌ای با اصل و نصب و متنفذ بود. فرانسیس والزیگهام از سن ۲۰ سالگی به شغل وکالت روی آورد و مدتی سفیر انگلستان در فرانسه بود و در آنجا شاهد وقایع و کشتار سن‌بارتلمی بود. وی بعدها در سمت وزیر کشور، به کارهای اطلاعاتی و امنیتی پرداخت و مدیریت چندین عملیات از جمله نفوذ در ارتش اسپانیا، جمع‌آوری اطلاعات از سرتاسر اروپا و خنثی‌سازی چندین سوءقصد به جان ملکه را به عهده داشت. او یکی از کسانی بود که در اعدام ماری یکم و رودریگو لوپز نقش داشت.

## بیشتر بخوانید
- Bossy, John (1991). Giordano Bruno and the Embassy Affair. New Haven & London: Yale University Press. شابک ‎۰−۳۰۰−۰۴۹۹۳−۵.
- Budiansky, Stephen (2005). Her Majesty's Spymaster: Elizabeth I, Sir Francis Walsingham, and the Birth of Modern Espionage. New York: Viking. شابک ‎۹۷۸−۰−۶۷۰−۰۳۴۲۶−۰.
- Haynes, Alan (2004). Walsingham: Elizabethan Spymaster & Statesman. Stroud, Glos.: Sutton. شابک ‎۰−۷۵۰۹−۳۱۲۲−۱.
- Hutchinson, John (1892). Sir Francis Walsingham". Men of Kent and Kentishmen. Canterbury: Cross & Jackman. pp. 140–141.
- Lee, Sidney (1899). "Walsingham, Francis (1530?-1590)" .  In Sidney Lee (ed.). فرهنگ زندگی‌نامه ملی. Vol. 59. London: اسمیت، الدر اند کو. pp. 231–240.
- Pollard, Albert Frederick (1911). "Walsingham, Sir Francis" . Encyclopædia Britannica (به انگلیسی). Vol. 28 (11th ed.). pp. 293–295.
- Read, Conyers (1913). "Walsingham and Burghley in Queen Elizabeth's Privy Council". The English Historical Review. XXVIII (CIX): 34–58. doi:10.1093/ehr/XXVIII.CIX.34.
- Read, Conyers (1925). Mr Secretary Walsingham and the Policy of Queen Elizabeth. Oxford: Clarendon Press (an exhaustive three-volume biography that is still valuable despite its age). Via the Internet Archive: Volume 1 (نیازمند آبونمان), Volume 2 (نیازمند آبونمان), and Volume 3 (نیازمند آبونمان).